# Japanische Besetzung Burmas

Die Flagge des formell unabhängigen Burma, 1943.

Die japanische Besetzung Burmas (1942–1945) im Zweiten Weltkrieg begann mit der Eroberung Burmas durch die Kaiserlich Japanische Armee am 4. Mai 1942. Fast das ganze Land Burma (heute Myanmar) geriet daraufhin unter japanische Besatzungsherrschaft und verblieb bis 1943 im Machtbereich des Japanischen Kaiserreiches. 1943 garantierten die japanische Regierung und der Kaiser Hirohito dem Land die Unabhängigkeit, wodurch Burma zu einem Marionettenstaat unter japanischer Kontrolle wurde. Das Land selbst, Teil der geplanten Großostasiatischen Wohlstandssphäre, wurde wirtschaftlich ausgebeutet, während die lokale Bevölkerung oft deportiert oder misshandelt wurde. Mit der britischen Offensive im Frühjahr 1945 aus Indien her wurde Burma fast vollends von der britischen Armee zurückerobert.

## Hintergrund

### Nationalistische Bewegungen in Burma
Seit 1937 war Burma nicht mehr Teil von Britisch-Indien; eine neue Verfassung und der Status als Kronkolonie sollten den Burmesen größere Mitwirkungsmöglichkeiten an der Verwaltung ihres Landes geben. Gleichzeitig wuchsen jedoch auch die nationalistischen Aktivitäten im Land, vor allem unter der studentischen Bewegung Dobama Asiayone (Wir-Birmanen-Vereinigung; informell Thakins genannt). Aufstände der Nationalisten hatten bereits 1938/39 zum Sturz der Regierung von Ba Maw, aber nicht zur Unabhängigkeit geführt. Der Ausbruch des Zweiten Weltkriegs 1939 wurde von einigen birmanischen Nationalisten als Gelegenheit gesehen, Zugeständnisse von der britischen Kolonialmacht im Gegenzug für die Unterstützung der Kriegsbemühungen zu erzwingen. Andere, darunter auch die Thakins unter Kodaw Hmaing, lehnten jegliche Unterstützung für den Krieg, den sie als Krieg der Engländer bezeichneten, ab. Im August 1939 gründete Aung San zusammen mit einigen Thakins die Parteien Ba Hein, Ba Thin, Than Tun und Thein Pe Myint, die Kommunistische Partei Burmas. Aung San war mit Ba Maw, dem Gründer der Sinyetha-Partei (Partei des armen Mannes, buddhistisch-demokratisch) auch an der Gründung des Freedom Bloc beteiligt, eine nationalistische und antikolonialistische Widerstandsorganisation.

### Minami Kikan
Nachdem die Thakins und der Freedom Bloc 1939/40 zu einem landesweiten Aufstand aufgerufen hatten, wurde ein Haftbefehl gegen viele ihrer Mitglieder von der englischen Kolonialregierung erlassen. Unter den steckbrieflich Gesuchten waren auch Aung San und andere hohe Mitglieder des Freedom Blocs. Im August 1940 gelang es Aung San schließlich, heimlich nach China zu reisen. Angeblich wollte er in Shanghai Kontakt mit den chinesischen Kommunisten des Mao Zedong aufnehmen. Allerdings wurde er in Amoy von Agenten der japanischen Geheimpolizei Kempeitai kontaktiert und er reiste daraufhin nach Tokio. Dort verhandelte er anschließend mit dem japanischen Geheimdienst, der ihm den Aufbau einer geheimen Widerstandseinheit anbot, der Minami Kikan (Süd-Organisation). Die Minami Kikan bestand aus burmesischen Widerstandskämpfern des Freedom Blocs und der Thakins und stand unter dem militärischen Oberbefehl von Oberst Suzuki Keiji: Ziel der Organisation, dessen Mitglieder unter japanischer Ägide trainiert und bewaffnet wurden, war es, durch einen nationalen Aufstand in Burma die britische Kolonialregierung zu stürzen. Somit würde auch die Burmastraße geschlossen werden, wodurch der alliierte Nachschub für China abgeschnitten wäre. Damit könnte die japanische Armee Chiang Kai-sheks Armee in China besiegen.
Im April 1941 begann die militärische Ausbildung von dreißig Mitgliedern der Minami Kikan unter Führung von Aung San durch die Japaner auf der chinesischen Insel Hainan. Nach dem japanischen Angriff auf Pearl Harbor und dem Beginn des Krieges mit den Alliierten im Dezember 1941 würden diese dreißig Kämpfer den Kern der Minami Kikan, 1941 in Burma Independence Army (BIA) umgetauft, bilden. Die BIA, die Thakins und der Freedom Bloc unterstützten 1942 die japanische Eroberung des Landes.

## Burmesen in der japanischen Wahrnehmung

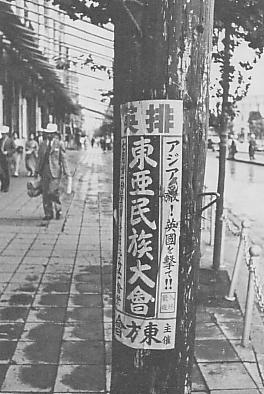
Japanisches Propagandaposter gegen britische Herrschaft in Asien, 1941.

Im Japanischen Kaiserreich herrschte nach dem Beginn des Japanisch-Chinesischen Krieges fast durchweg eine rassistische und xenophobische Stimmung gegenüber anderen ost- und südostasiatischen Völkern, vor allem aber gegenüber Chinesen. In den 1930er Jahren verübten japanische Militärs in China zahlreiche Kriegsverbrechen gegen die Zivilbevölkerung, wie unter anderem im Nanking-Massaker. Zudem verletzten japanische Offiziere die Genfer Konventionen, indem sie chinesische Zivilisten oder Kriegsgefangene als Zwangsarbeiter verschleppten oder oft grausam hinrichteten. Beispiel dafür ist der brutale, sogenannte Hyakunin-giri Kyōsō-Wettbewerb. Japanische Soldaten orientierten sich dabei an dem vermeintlichen Ideal einer besonders militaristischen traditionellen Kriegskultur und vor allem am Bushidō-Ehrenkodex.
1939 bis 1941, als sich japanische Generäle zum Offensivschlag gegen die Kolonialmächte in Asien (England, Niederlande und Vereinigte Staaten) entschieden, wurde dieser Beschluss durch eine starke, äußerst effektive antiwestliche und rassistische Propagandakampagne im ganzen Kaiserreich begleitet. Vor allem die britische Herrschaft in Burma wurde dabei heftig kritisiert, was die antibritische Stimmung im japanischen Militär förderte.

## Besatzungszeit

5 Rupien-Banknote der japanischen Militärregierung, in Umlauf von 1942 bis 1943.

Die BIA bildete 1942 in einigen Landesteilen eine provisorische Regierung. Auf japanischer Seite herrschte Uneinigkeit über die Frage, wie die japanische Kontrolle über Birma in Zukunft gesichert werden könne. Während Oberst Suzuki die Thirty Comrades ermutigte, hatte die japanische Militärführung den Plan zur Bildung einer provisorischen Regierung nie formal beschlossen. Schließlich übertrug die Armee Ba Maw die Aufgabe zur Bildung einer Regierung. Die BIA war 1942 unkontrolliert gewachsen, und in einigen Gegenden hatten sich auch Amtsträger oder sogar Kriminelle zu Mitgliedern erklärt. Unter der japanischen Besatzung wurde sie als Burma Defence Army (BDA) neu organisiert und stand weiterhin unter Befehl von Aung San.
Am 1. August 1943 wurde Birma formell für unabhängig erklärt. Ba Maw wurde Premierminister. Seinem Kabinett gehörten Aung San als Kriegsminister, der Kommunist Than Tun und die sozialistischen Führer U Nu und Mya an. Die BDA wurde erneut umbenannt und hieß nun Burma National Army (BNA).
Den birmanischen Nationalisten wurde schnell klar, dass die japanischen Unabhängigkeitsversprechen nicht ernst gemeint waren. Aung San nahm Verhandlungen mit den Führern der Kommunisten, Than Tun und U Soe, und der Sozialisten, Ba Swe und Kyaw Nein, auf, um den Widerstand gegen die Japaner zu organisieren. Than Tun und U Soe hatten schon 1941 das „Insein-Manifest“ verfasst, das den Faschismus als Hauptfeind identifizierte, und später Kontakt mit der anglo-britischen Regierung in deren Sommerquartier in Shimla aufgenommen, um eine vorübergehende Zusammenarbeit mit den Briten einzugehen. Im August 1944 gründeten die Kommunistische Partei, die Revolutionäre Volkspartei und die Burma National Army auf einem Geheimtreffen in Bago die „Anti-Faschistische Organisation“ (AFO).

## Ende der Besatzungszeit
Zwischen der AFO und den Alliierten gab es 1944 und 1945 informelle Kontakte durch die britische Force 136, die südostasiatische Abteilung der Special Operations Executive. Am 27. März 1945 organisierte die BNA einen landesweiten Aufstand gegen die Japaner, um den alliierten Vormarsch zu unterstützen – der 27. März wurde später als „Tag des Widerstandes“ gefeiert, bis er durch das Militär in „Tag der Streitkräfte“ umbenannt wurde. Aung San und andere nahmen daraufhin Verhandlungen mit Lord Mountbatten auf und schlossen sich als Patriotic Burmese Forces (PBF) den Alliierten an. Beim ersten Zusammentreffen stellte sich die AFO unter dem Vorsitzenden U Soe und Aung San als Führungsmitglied den Briten als provisorische Regierung Birmas vor.
Bis Mai 1945 waren die meisten Gebiete Birmas von den Japanern befreit. Anschließend versuchte die AFO in Verhandlungen mit den Briten über die Demobilisierung zu erreichen, dass Teile ihrer bewaffneten Kräfte als geschlossene Einheiten in die reguläre Burma Army integriert würden. Einige Veteranen organisierten sich unter Aung San als Pyithu yèbaw tat (People's Volunteer Organisation) und führten offen Übungen in Uniform durch. In der Vereinbarung von Kandy im September 1945 einigten sich Briten und Birmanen auf die Integration von maximal 5200 Soldaten (zusätzlich 300 Reservisten) und 200 Offizieren (200 Reserve) der PBF in die zukünftige Burma Army.